# Netzschkau
Netzschkau  est une ville de Saxe (Allemagne), située dans l'arrondissement du Vogtland, dans le district de Chemnitz.

## Personnalités liées à la ville
- Hugo Hartung (1902-1972), écrivain né à Netzschkau.
- Waltraut Kaufmann (1942-), athlète né à Brockau.